# Barrage Gardiner
Pour les articles homonymes, voir Gardiner.
Le barrage Gardiner (ou barrage de Gardiner) est un barrage en remblai multifonction construit sur la rivière Saskatchewan Sud, dans la province de Saskatchewan au Canada. Il a été construit entre 1958 et 1967, pour un coût de 120 millions de dollars canadiens (l'équivalent d'un milliard de dollars de 2017). Il est la propriété de la Saskatchewan Water Security Agency (en), qui en assure également l'exploitation.
Bien que la production électrique ne soit pas sa fonction première, il est équipé d'une centrale hydroélectrique de 186 MW, mise en service en 1969.
Il est long de 1 600 m, haut de 64 m et large de 1 600 m à sa base, pour un volume de  65 millions de m3 de terre. Ces dimensions le placent au sixième ou septième rang des plus grands barrages du monde (en).
Il forme, avec le barrage de la rivière Qu'Appelle construit à la même période, le lac Diefenbaker, d'une surface de 430 km2 et d'un volume de 9,4 km3.
La route 44 passe sur le barrage.